# Teresa Lipowska
Teresa Lipowska (sinh ngày 14 tháng 7 năm 1937 tại Warsaw) là một diễn viên người Ba Lan. Tên tuổi của Teresa Lipowska gắn liền với vai nữ chính Barbara Mostowiak trong phim truyền hình được xem nhiều nhất ở Ba Lan mang tên M jak miłość (từ năm 2000).

### Giải thưởng
- Giải thưởng "Teleekrany 2004" ở hạng mục Nữ diễn viên chính xuất sắc nhất.

## Thành tích nghệ thuật
- 2003: Emil Karewicz. Portret aktora
- 2000–2001: Miasteczko – Bạn của bà Ola
- 2000–hiện nay: M jak miłość – Barbara Mostowiak
- 1998: Matki, żony i kochanki II – Stefania Pawelec
- 1998: Gosia i Małgosia – Mẹ của Gosia
- 1998: Pułkownik Bunkier (Colonel Bunker)
- 1998–2003: Miodowe lata
- 1997–2006: Klan – Helena Frączak
- 1997–1998: 13. posterunek – Lucynka
- 1997: Sara
- 1997: Przystań
- 1995: Matki, żony i kochanki – Stefania Pawelec
- 1995: Tato – Jadwiga Fornalczyk
- 1993: Kraj świata
- 1993–1994: Zespół adwokacki – Maria Malak, mẹ của Henryk (1993)
- 1993: Czterdziestolatek. 20 lat później – Mẹ của Kiki
- 1991–1993: Kuchnia polska
- 1989: Czarny wąwóz – Ludwika
- 1988–1991: W labiryncie
- 1988: Przeprawa
- 1988: Zakole
- 1987: Ballada o Januszku
- 1986: A żyć trzeba dalej
- 1985: Dłużnicy śmierci
- 1984: Alabama – Mẹ của Bożena
- 1984: Pan na Żuławach
- 1983: Podróż nad morze
- 1983: Marynia – Bigielowa
- 1983: Katastrofa w Gibraltarze – Helena Sikorska
- 1983: Pastorale Heroica – Chudzina
- 1982–1986: Blisko, coraz bliżej – Teresa
- 1981: Kto ty jesteś – Halina
- 1981: Uczennica – Jadwiga Hinelowa, mẹ của Anna
- 1980–2000: Dom
- 1980: Dziewczyna i chłopak
- 1980: Tylko Kaśka – Piotrowska
- 1979: Placówka – Jagna
- 1979: Klucznik
- 1978: W biegu
- 1978: Pogrzeb świerszcza – Broniewiczowa
- 1978: Ty pójdziesz górą - Eliza Orzeszkowa – Konopnicka Maria
- 1978: Wśród nocnej ciszy – Helena
- 1978: Rodzina Połanieckich
- 1978: Ślad na ziemi
- 1977: Dziewczyna i chłopak
- 1977: Lalka – Szperlingowa
- 1977: Noce i dnie – Stacha Łuczakówna
- 1976: Zezem
- 1976: Polskie drogi
- 1975: Obrazki z życia – Mẹ của Bożena
- 1975: Noce i dnie – Stacha Łuczakówna
- 1975: Hazardziści – Vợ của Budziak
- 1975: Dyrektorz
- 1974: Linia – Elżbieta
- 1973: Stawiam na Tolka Banana
- 1973: Znak
- 1973: Profesor na drodze – Helena Grzegorkowa
- 1973: Bułeczka – Mẹ của Karol
- 1972: Ogłoszenie matrymonialne
- 1971: Przystań – Żeberkiewiczowa
- 1971: Złote koło - Elżbieta Zalewska
- 1970: Przygody psa Cywila
- 1969: Rzeczpospolita babska – Danuta Pawlak
- 1968: Wniebowstąpienie
- 1968: Hasło Korn – Krystyna Kacperska
- 1966: Sublokator – Fredzia Kwaśniewska
- 1965: Wizyta u królów
- 1965: Sam pośród miasta – Vợ của Paweł
- 1965: Piwo
- 1964: Barbara i Jan
- 1962: Spóźnieni przechodnie
- 1956: Szkice węglem
- 1956: Nikodem Dyzma
- 1950: Pierwszy start – Junaczka